# موناسيليوني
موناسيليوني (بالإيطالية: Monacilioni)‏ هي كومونا في مقاطعة كمبباسة في منطقة مليزة الإيطالية، وتقع على بعد 31 كيلومترًا (19 ميلًا) شمال شرق كمبباسة.